# Max (application)
Pour les articles homonymes, voir Max.
Max est une application de messagerie russe lancée par l'entreprise VK en 2025. Le gouvernement russe vise ainsi à remplacer l'usage de l'application américaine WhatsApp. Max offre des fonctionnalités allant au-delà de la messagerie classique, telles que la vérification d'identité et le paiement en ligne. Max est conçue pour devenir une « superapp », mais son absence de chiffrement permet au FSB d’accéder aux échanges des utilisateurs. L’application est amenée à être utilisée par une grande partie de la population russe, notamment pour interagir avec l'administration, ce qui facilite la surveillance et le contrôle des données personnelles.

## Histoire

### Hostilité à WhatsApp des autorités russes
Le développement de Max aurait été demandé par Vladimir Poutine lui-même afin de créer une alternative aux plateformes étrangères, notamment au service de messagerie WhatsApp, très utilisé en Russie. Dans un message sur Telegram, le député russe Anton Gorelkin (vice-président du comité de la Douma chargé de la politique de l’information, des technologies et des communications) indique que, d'après les informations dont il dispose, 68 % de la population russe utilise quotidiennement la messagerie américaine,. Selon Le Figaro, WhatsApp serait même utilisé par près de 100 millions de Russes, soit 79 % de la population.
Dans ce même message, Anton Gorelkin explique également que Max a pour vocation de remplacer WhatsApp, dont il juge une interdiction prochaine probable. Selon plusieurs sources russes, proches du dossier, l'interdiction serait même hautement probable (à 99%). Les applications Facebook et Instagram avaient déjà été interdites en Russie le 21 mars 2022, avant que la société mère Meta ne soit officiellement classée comme organisation « terroriste et extrémiste » quelques mois plus tard.
À la suite d'un vote unanime de la Douma, dès le 1er septembre 2025, Max devra être installée sur tous les nouveaux appareils numériques vendus en Russie.

### Contrôle de la population russe
Les experts estiment que, sous couvert d'un service de messagerie offert à la population russe, cette application a pour but de permettre un contrôle total du gouvernement sur les échanges des citoyens russes. Elle vise en effet à remplacer WhatsApp — utilisé en 2025 par 70 % des Russes — par une application russe, ce qui permettrait d'espionner tous les utilisateurs. Le simple fait que les serveurs de l'application soient situés en Russie donne légalement au service de sécurité du FSB un accès privilégié aux contenus. Max pourrait devenir l'équivalent de WeChat.
Contrairement à Whatsapp qui utilise un système de chiffrement et préserve ainsi la confidentialité des échanges, Max ne possède pas de cryptage. Ainsi, les services de sécurité russes peuvent avoir un accès complet à toutes les données numériques des utilisateurs ; ils peuvent lire les messages, localiser le smartphone, consulter les activités en ligne, et même savoir quels sont les achats effectués. Red Binder, chaîne Telegram russe spécialiste du web, indique : « [Max] s'intéresse à l'emplacement de l'utilisateur, à ses appels ou à ses e-mails, y compris via d'autres messageries, à ses portefeuilles de cryptomonnaies et à ses comptes bancaires, ainsi qu'à ses achats, aux cafés fréquentés et aux recherches effectuées sur Internet. » Les spécialistes estiment même que le FSB devrait pouvoir suivre les conversations en ligne en temps réel. De plus, certains critiques de l'application estiment que si l'on ôte l'application de son smarphone, un logiciel d'espionnage reste en place malgré la suppression. Le journaliste d’opposition Andreï Okun évoque un « goulag numérique »  : « Ce sera un espace stérile dans lequel les autorités auront un contrôle total sur le temps libre, les motivations et les pensées des citoyens. »
De plus, l'application doit intégrer également un portail d'accès aux services publics, permettant par exemple de communiquer avec l'éducation nationale. L’avocat spécialisé en droit numérique Sarkis Darbinyan note que transformer Max en  « portail d’interaction entre le citoyen et l’État » aura pour conséquence de forcer les utilisateurs russes à utiliser Max, qui ainsi se retrouveront sur une « messagerie surveillée et soumise à la censure ».
Des millions de Russes utilisent des VPN pour contourner les restrictions gouvernementales et accéder à des services web étrangers. Pour juguler le phénomène, et donc empêcher une concurrence à Max,  la Douma a voté une nouvelle loi le 22 juillet 2025 qui fait de l'usage des VPN un infraction, qualifiée d’« extrémiste ». L'amende peut monter jusqu’à 5000 roubles (environ 54 euros). 

## Fonctionnalités
L'interface de l'application ressemble à une interface d'application de messagerie classique. S’il n’y a pas d’espace dédié à d’autre usages dans l’application, il est possible de converser avec des bots, qui, eux, peuvent proposer certaines fonctionnalités (automations, assistance, achat, réservation, gestion de calendrier). Pour cela, les bots peuvent s’appuyer sur des mini-apps.
En juillet 2025, l'application propose des services de :
- discussions privées et de groupe, messages vocaux, appels vocaux et vidéo ;
- transfert de fichiers jusqu’à 4 Go ;
- stickers/émoticônes, création de chatbots et mini‑apps ;
- converser avec GigaChat, un chatbot IA développé via Sber ;
- virements d’argent via le système de paiement instantané de la Banque de Russie (SBP)[10].

L'application doit également permettre de communiquer avec l'administration russe :
- signature de document officiels ;
- consultation du carnet scolaire des enfants ;
- présentation d'une identité numérique comparable à un passeport ;
- etc.

## Nombre d'utilisateurs
L'application a été lancée en mars 2025. Elle est alors accessible uniquement aux personnes disposant d'un numéro de téléphone russe ou biélorusse. En juin 2025, l'application compte plus d'un million d'utilisateurs, et plus de deux millions en juillet de cette même année.